# Andrés Fresenga
Andrés Fresenga, vollständiger Name Andrés Matías Fresenga Cúneo, (* 12. Oktober 1992 in Toronto, Ontario) ist ein kanadischer Fußballspieler.

## Karriere

### Vereine
Der 1,75 Meter große Defensivakteur Fresenga, dessen beide Elternteile gebürtig aus der uruguayischen Stadt Pando stammen, wechselte im Januar 2014 vom Racing Club de Montevideo aus Uruguay zum kanadischen Franchise Ottawa Fury. Dort lief er – jeweils ohne persönlichen Torerfolg – 2014 in vier Partien der NASL und einer Begegnung der Canadian Championship auf. Im April 2015 unterschrieb er einen Vertrag bei den in der League1 Ontario antretenden Woodbridge Strikers. In den ersten sieben Monaten des Jahres 2016 war er in Neuseeland beim Team Taranaki aktiv. Mitte August 2016 schloss er sich dem uruguayischen Zweitligisten Canadian Soccer Club an. In der Saison 2016 bestritt er neun Spiele in der Segunda División. Einen Treffer erzielte er nicht. Mitte Februar 2017 verpflichtete ihn der Cerro Largo FC, für den er in zwei Zweitligapartien (kein Tor) auflief. Anfang Juli 2017 wechselte er zu Deportivo Suchitepéquez nach Guatemala.

### Nationalmannschaft
Fresenga gehörte mindestens im Jahr 2011 der kanadischen U-20-Nationalmannschaft an, nahm mit dieser an der CONCACAF U-20-Meisterschaft 2011 teil und wurde im Turnierverlauf zweimal (kein Tor) eingesetzt. 2012 war er Mitglied der U-23 Kanadas und absolvierte in jenem Jahr im Rahmen der Olympiaqualifikation zwei Länderspiele (kein Tor). 2013 wurde er mindestens zweimal in den Kader der A-Nationalmannschaft Kanadas berufen.